# Павловка (Подлесновское муниципальное образование)
Павловка — село в Марксовском районе Саратовской области. Входит в состав Подлесновского муниципального образования. Основана в 1965 году.
Нет никаких данных о физическом состоянии села.

## История
Основано в 1965 году. С 2004 года входит в образованное Законом Саратовской области от 27 декабря 2004 года № 07-ЗСО муниципальное образование Подлесновское муниципальное образование.
Решением Совета Подлесновского муниципального образования от 26.02.2016 г. № 4/7 «Об исключении из учёта данных Подлесновского муниципального образования Марксовского муниципального района Саратовской области села Павловка», рассмотрев заключение комиссии по обследованию села Павловка, обратились с просьбой к собранию Марксовского муниципального района с ходатайством в Саратовскую областную Думу об исключении из учётных данных села Павловка.
Данных об официальном упразднении села нет.

## Население
| 2010 |
| ---- |
| 0    |